# Наваловський Михайло Дмитрович
Михайло Дмитрович Наваловський (Новаловський) (1891, село Під'ярків, Львівський повіт, Королівство Галичини та Володимирії, Австро-Угорщина, тепер Львівського району Львівської області — ?) — радянський діяч, голова Галицької надзвичайної комісії (ЧК), член ВУЦВК. Член Центральної контрольної комісії КП(б)У в 1930—1934 роках.

## Життєпис
Народився в селянській родині. Освіта незакінчена вища.
Служив в австро-угорській армії, учасник Першої світової війни. Потрапив до російського полону, перебував у таборі для військовополонених у Туркестані.
Член Партії українських комуністів робітників і селян Туркестанського краю у 1918 році. Член РКП(б) з 1918 року.
Учасник громадянської війни в Росії. На 1920 рік — голова трійки особливого відділу Всеросійської надзвичайної комісії (ВЧК) 14-ї армії РСЧА. З 28 серпня 1920 року — голова Галицької надзвичайної комісії з боротьби з контрреволюцією і саботажем (ГалЧК).
З 1921 року — член колегії «Закордоту» ЦК КП(б)У та голова колегії Київського відділення «Закордоту», відповідальний співробітник Закордонного відділу ЦК КП(б)У. Один із організаторів шпигунської діяльності радянських спецслужб проти Польщі.
На 1930-й рік — керівник культурно-соціальної групи ЦКК КП(б)У — Народного комісаріату робітничо-селянської інспекції Української СРР.
З 1932 до 1934 року — заступник голови правління Всеукраїнської ради промислової кооперації (Вукпромради).
У 1934 році виключений із ВКП(б). Заарештований 5 грудня 1934 року в місті Харкові як член терористичної організації (за статтею 54-8 КК УСРР) і ухвалою особливої наради при НКВС СРСР від 7 липня 1935 року «за контрреволюційну діяльність» позбавлений волі у виправно-трудових таборах на 5 років. Термін покарання відбував у Біломорсько-Балтійському таборі ГУТАБу СРСР.
Після звільнення з-під варти проживав у місті Бахмачі Чернігівської області. Працював плановиком на суконній фабриці.
Реабілітований 12 вересня 1958 року. Подальша доля невідома.